# Антипьев, Пётр Антипьевич
Пётр Антипьевич (Антипович) Антипьев (ок. 1744 — ум. до 1785) — русский гравёр, мастер резцового эстампа.

## Биография

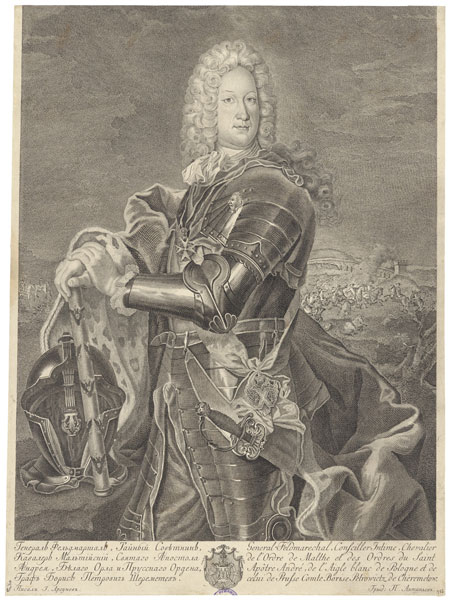
Портрет Б. Шереметева

Пётр Антипьев родился около 1744 года в Екатерингофе.  Будучи гравировальным подмастерьем морского корпуса, Антипьев, благодаря покровительству начальника его, И. Л. Голенищева-Кутузова, поступил в 1762 году в Императорскую Академию Художеств. 
Под руководством Евграфа Петровича Чемесова из Антипьева выработался талантливый мастер портретного гравирования. К числу оригинальных работ Антипьева относятся, портреты: директора морского корпуса И. Л. Голенищева-Кутузова и его супруги, свой собственный, Петра Великого, графа Б. И. Шереметева и его супруги, сенатора С. Ф. Ушакова и других.
Пётр Антипьевич Антипьев скончался до 1785 года в городе Санкт-Петербурге.
Его брат Фёдор (1729/30 — 1790) служил гравировальным подмастерьем при морской типографии и гравировал карты для специальных изданий.